# Bill D'Elia
Bill D'Elia est un scénariste, réalisateur et producteur de cinéma américain, actif depuis les années 1990.

## Filmographie

### Réalisateur
- 1989 : The Feud
- 1991 : La Voix du silence (Reasonable Doubts) (série télévisée)
- 1995 : Big Dreams & Broken Hearts: The Dottie West Story (TV)
- 1995 : Seulement par amour (en) (In the Name of Love: A Texas Tragedy) (TV)
- 1995 : Courthouse (en) (série télévisée)
- 1996 : The Tomorrow Man (TV)
- 2002 : Mes plus belles années (American Dreams) (série télévisée)
- 2003 : Queens Supreme (série télévisée)
- 2003 : Miracles (série télévisée)
- 2004 : The Practice (série télévisée)

### Scénariste
- 1989 : The Feud

### Producteur
- 1989 : The Feud